# Бузуки
Бузуки (греч. το μπουζούκι) — струнный щипковый музыкальный инструмент, разновидность лютни. По одной из версий, происходит от древнегреческой лиры, по другой — от турецкого саза (бозук-саз). Похож на турецкий инструмент багламу, распространён в Греции, на Кипре, в Израиле, в Ирландии («зук») и в несколько изменённом виде в Турции (турецкий бузуки). Классический бузуки имеет 4 двойных металлических струны (старинный, «баглама» — 3 двойных). К семейству бузуки можно отнести и багламазаки — крошечный бузуки с 3 двойными струнами. Его высокий, нежный звук в составе классического греческого оркестра или сольно сопровождает танцы сиртаки и хасапико.

## История
В Греции инструмент и исполняемые на нём песни в стиле ребетика долгое время считались вне закона — музыка для бузуки была запрещена и не выходила за пределы таверн, где обычно собирались криминальные элементы. Ошибочно считается, что возрождение этого инструмента началось в 1960-е годы, благодаря выдающемуся греческому композитору Микису Теодоракису, который создал музыку для всемирно известного фильма «Грек Зорба» с Энтони Куинном в главной роли. «Сиртаки» Теодоракиса стали визитной карточкой Греции. В официальную греческую культуру бузуки ввёл Василис Цицанис (греч.  Βασίλης Τσιτσάνης) в конце 40-х — начале 50-х годов XX века. Микис Теодоракис назвал Цицаниса своим учителем. Популяризации музыки Цицаниса и бузуки активно помогали два величайших греческих композитора Манос Хадзидакис и Микис Теодоракис, составив тем самым триумвират создателей современной греческой музыки. Всемирную известность инструмент, действительно, получил благодаря музыке к фильму «Грек Зорба».
История бузуки в Ирландии начинается в 1960-х гг. Пионерами использования этого инструмента (вернее, его классического варианта) для исполнения национальной ирландской музыки были Джон Мойнихан и Энди Ирвин. Греческий вариант (3 хора), хотя и не стал характерным для ирландских исполнителей, получил развитие благодаря Алеку Финну. Первоначально бузуки использовался в качестве аккомпанирующего инструмента для флейты или скрипки. Изменение классического строя, повлёкшее за собой приглушение «восточного» характера звучания, снискало инструменту славу солиста ирландского оркестра.
Именно в Ирландии развернулась большая работа по модернизации бузуки. Первым значительным изменением стала плоская нижняя дека, заменившая округлую наборную, унаследованную от греков. Это позволило сделать звук более сухим и четким, акцентировать интонационные штрихи при игре медиатором, что отвечало характеру ирландской музыки. Ирландский бузуки, в отличие от греческого варианта, зачастую лишен декоративных элементов, верхняя дека плоская, имеет одно круглое, подобно гитаре, отверстие резонатора. Встречаются инструменты с овальным отверстием и/или с панцирем, украшенным растительным орнаментом.
В течение 1960-х годов делаются первые успешные попытки усилить звучание бузуки с помощью электроники, в результате чего появляется т. н. «электробузуки». Пионерами электроусиления бузуки стали греческие музыканты Манолис Хиотис и Гиоргос Зампетас, которые разработали и успешно применили специальные звукосниматели для данного инструмента; по своему звучанию он очень напоминает хамбакер. На бузуки устанавливаются как активные, так и пассивные датчики. Сегодня звукосниматели для бузуки производятся фирмами EMG, Lace Actodyne и Seymour Duncan.

## Описание
- Стандартный строй греческого бузуки с 3 хорами — DмD1 — AмAм — D1D1 (пара струн в первом хоре настроена в октаву).
- Стандартный строй греческого бузуки — CмC1 — FмF1 — AмAм — D1D1 (пара струн в первых двух хорах настроена в октаву).
- Стандартный строй ирландского бузуки — Gб Dм Aм D1 (пара струн в хорах настроена в унисон).